# Косач-Шимановська Оксана Петрівна
Оксана Петрівна Косач, у шлюбі Косач-Шимановська (29 травня (10 червня) 1882, Колодяжне — 7 червня 1975, Прага) — українська перекладачка, музикантка, викладачка французької мови.
Донька Олени Пчілки та Петра Антоновича Косача, рідна сестра Лесі Українки, Михайла Косача, Ольги Косач-Кривинюк, Миколи Косача та Ізидори Косач-Борисової.

## Життєпис
Четверта із шести дітей Олени Пчілки та Петра Косачів. Дитячі прізвиська Оксани в родині Косачів: Уксус, Уксусик, Тамара, Тамарця, Марочка, Марця, Марунечка; колективні прізвиська (разом із братом Миколою та сестрою Ізидорою): Гуси, Тигри-Негри.

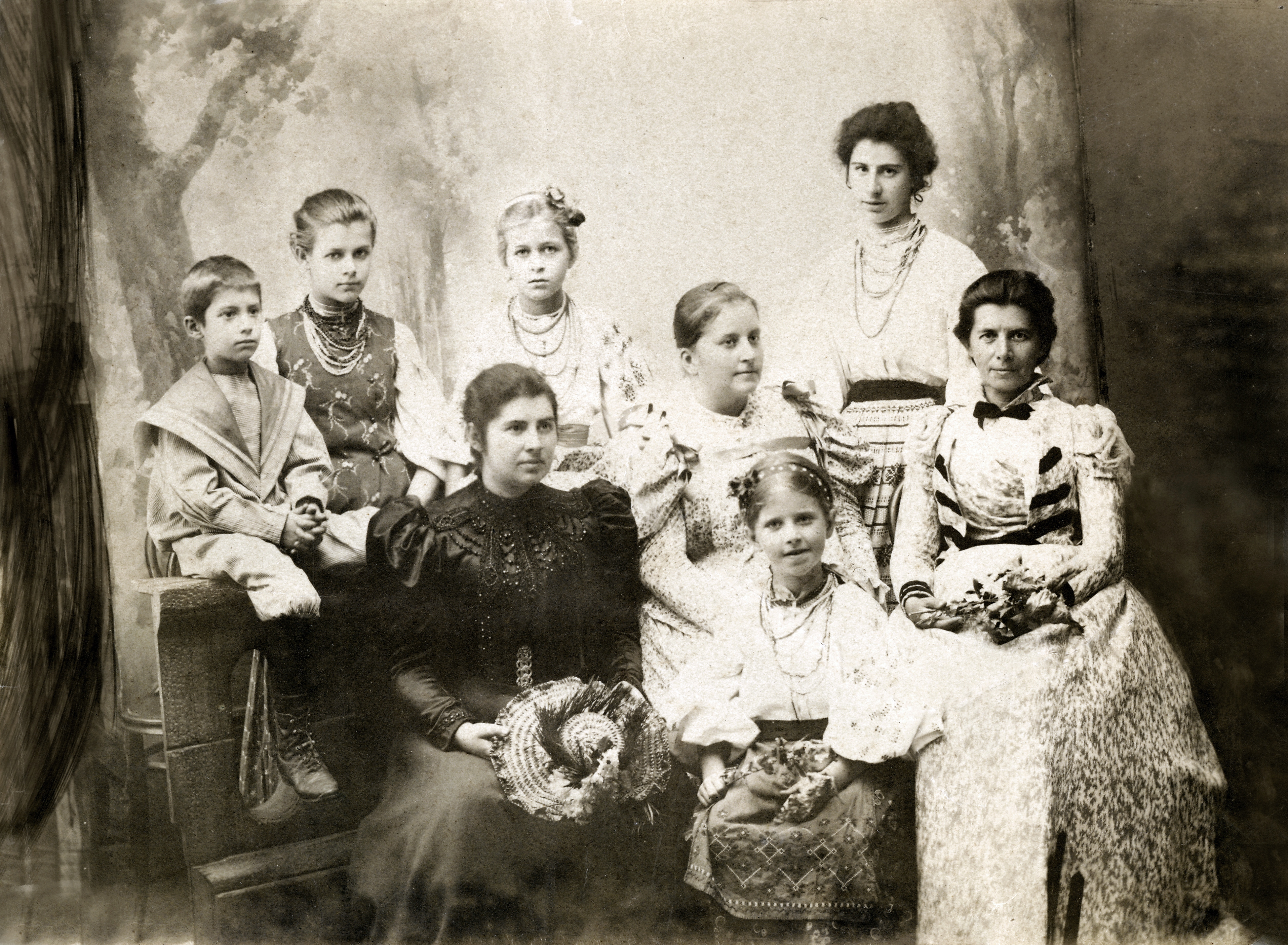
Драгоманови й Косачі у 1890-х. Сидять, зліва направо: Світозар, Лідія, Олександра (дружина Олександра Драгоманова) з донькою Оксаною, Олена Пчілка. Стоять, зліва направо: Оксана й Ізидора Косач та Аріадна Драгоманова

Була чуйною та вразливою, мала закритий характер, особливо у підлітковому віці. Мала гострий розум та добре серце. Оксана щиро переживала за хвору сестру Лесю, завдяки якій загорілась вивченням іноземних мов і з нею ж пізнавала Європу. Ісидора Косач-Борисова у листі до О. Дуна від 30 липня 1974 р. так характеризувала сестру:
|  | А ще треба знати її вдачу, вона й замолоду була дуже вибаглива до людей (та й до себе). Рідко хто їй міг догодити. Лесю любила дуже, творчість Лесину завжди ставила дуже високо і досі обурюється, як трапляється, що деякі літературознавці (як-от Косарик чи Бабишкін) пишуть різні свої домисли про Лесю. |

Після домашньої підготовки вступила до третього класу Київської жіночої гімназії О. Дучинської.

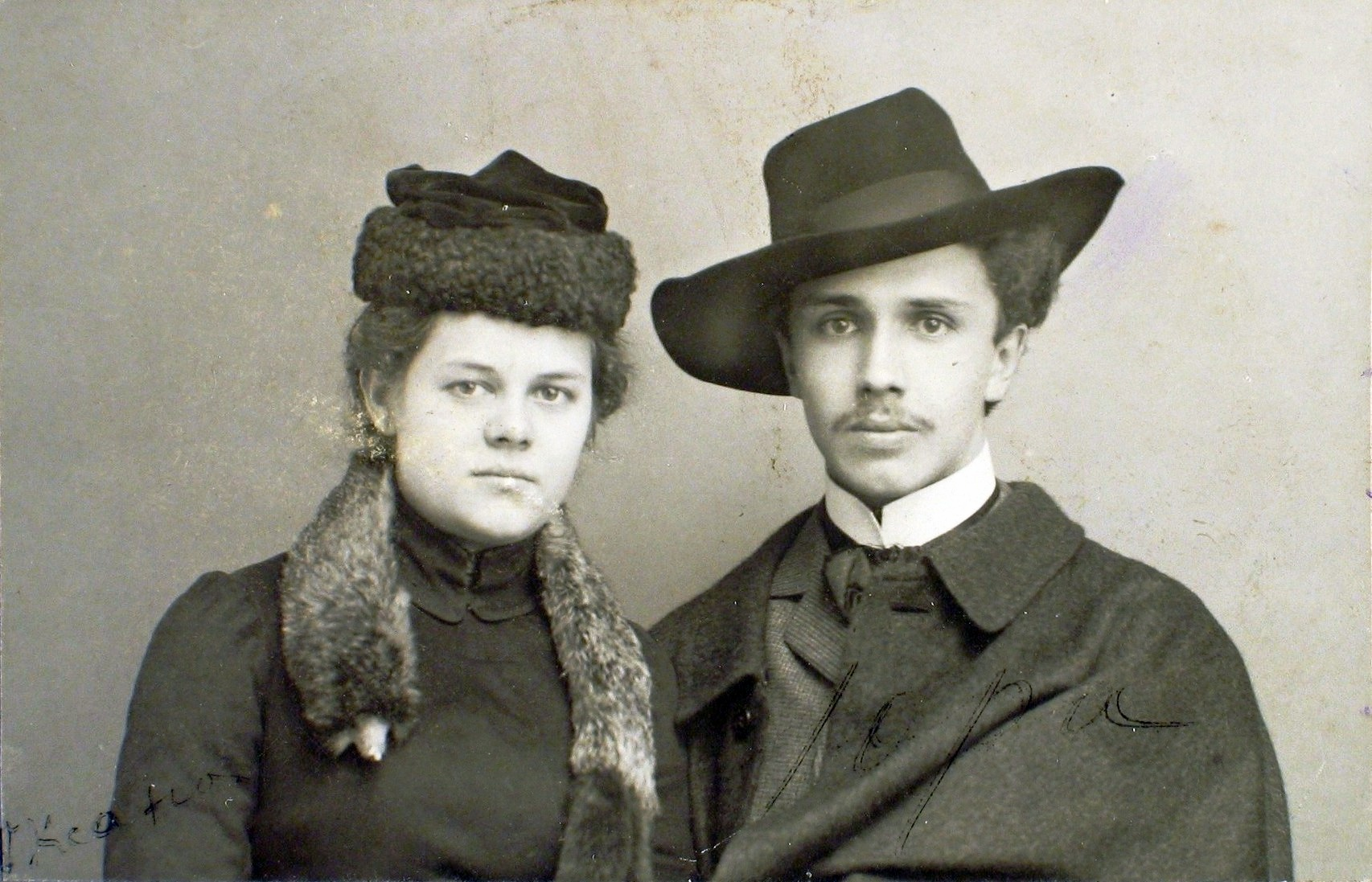
Оксана Косач з двоюрідним братом Юрієм Тесленко-Приходько. Мюнхен, 1903.

Від 1904 р. у цивільному шлюбі з двоюрідним братом Антоном Шимановським.
У 1904–1905 рр. студіювала фізико-математичні науки на Вищих жіночих Бестужевських курсах у Петербурзі. Але через рік, очевидно, за причетність до політичної діяльності її чоловіка, якого заарештували, була виключена із навчального закладу.
Поїхала у Льєж (Бельгія), де вступила до університету на фізико-математичний факультет. Через рік склала іспити до Льєзької косерваторії.
1908 року в Швейцарії Оксана Косач одружилася з Шимановським. 1910 року народила доньку Оксану. 1916 року обвінчалася з чоловіком у православній церкві в Берні.

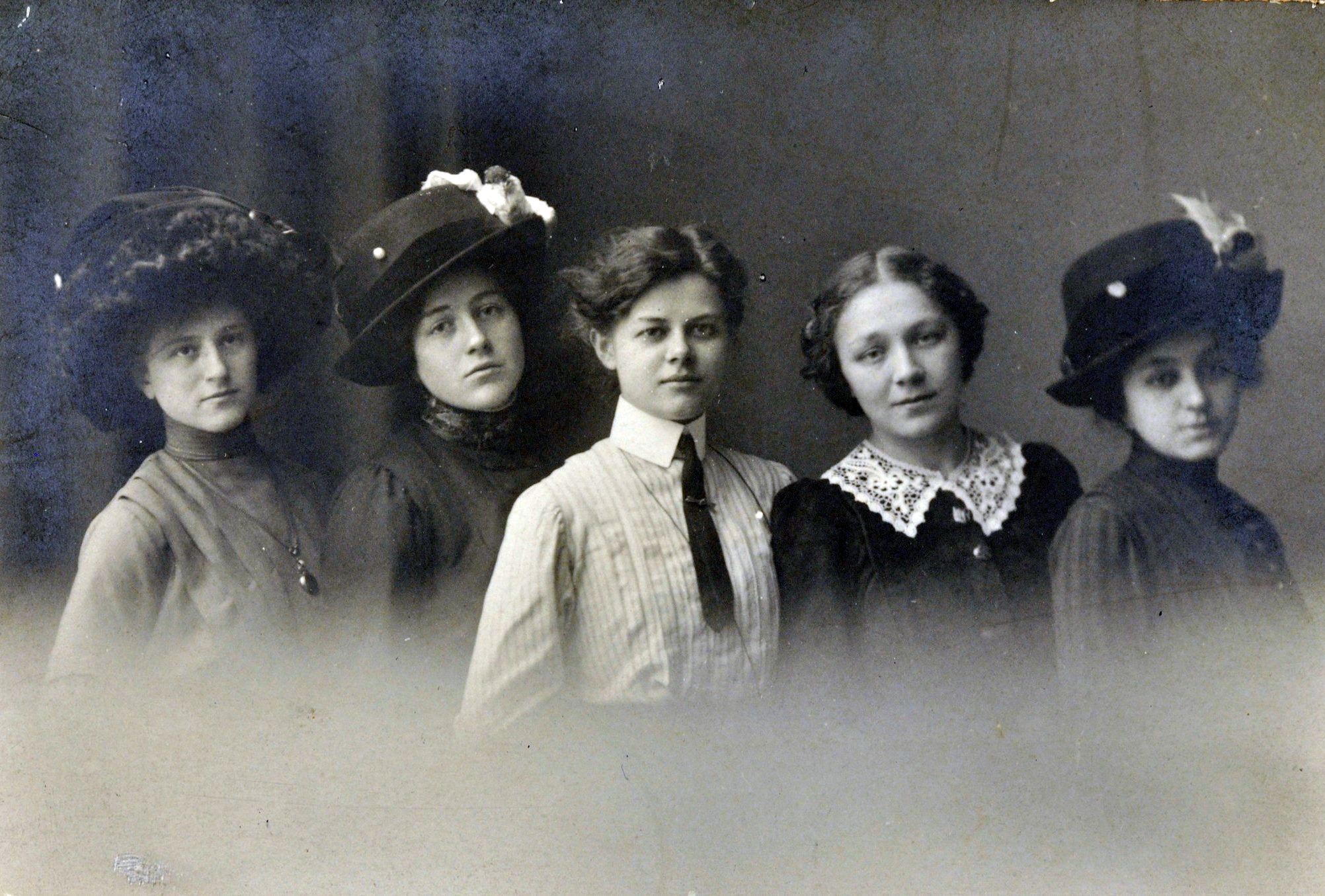
Оксана Косач-Шимановська із службовцями Російської Царської Дипломатичної Місії у Берні, Швейцарія. 1914 або 1915 р.

У 1908–1912 рр. мешкала в Лозанні (Швайцарія). У 1912–1913 рр. разом з донькою жила в Україні. Повернувшись до Швейцарії, працювала перекладачкою при Російській царській дипломатичній місії. У 1919—1921 рр. була перекладачкою при Українській дипломатичній місії УНР.
У 1921—1922 рр. жила в Німеччині, звідки переїхала до Праги. Тут працювала рік перекладачкою в концерні «Чехомашіне» при заводах «Шкода». Після чого працювала лекторкою французької мови в Українському вільному університеті (Прага) та гімназії (Прага, Ржевниці).
Відома як перекладачка з французької та чеської мов. Написала популярну статтю «Леся Українка (нарис життя)», надруковану в неперіодичному виданні учнів Української реальної гімназії «Ранок» (Прага–Київ, 1926. — Ч. 2).
Восени 1943 року в Косач-Шимановської зупинялася сестра Ольга. Наступного року Оксана мала намір з нею та близьким приятелем Всеволодом Соколовським виїхати з Праги до Німеччини. Однак лишилася на кілька днів, але як виявилося назавжди. Соколовський і сестра Ольга із сином Василем виїхали.
Померла Оксана Косач-Шимановська 7 червня 1975 року, похована у Празі (кладовище Страшніце, могила 5235, колумбарій при крематорії).